# Platyprosopa
Platyprosopa là một chi bướm đêm thuộc họ Noctuidae.

## Loài
- Platyprosopa nigrostrigata (Bethune-Baker, 1906)